# Hibiki: Shosetsuka ni Naru Hoho
Hibiki: Shosetsuka ni Naru Hoho (яп. 響 小説家になる方法 Хибики Сё:сэцука ни нару хо:хо:, «Резонанс: Как стать писателем») — японская манга, написанная и проиллюстрированная Мицухару Янамото. С августа 2014 по октябрь 2019 года она публиковалась в журнале Big Comic Superior. Главы были собраны в 13 танкобонов.
В сентябре 2018 года на экраны вышла экранизация с Юриной Хиратэ из группы Keyakizaka46 в главной роли.
К октябрю 2019 года тираж Hibiki: Shosetsuka ni Naru Hoho превысил 2,3 миллиона экземпляров. Манга получила премии «Манга тайсё» в 2017 году и Shogakukan Manga Award в общей категории в 2019 году.

## Синопсис
Сотрудники литературного журнала обеспокоены плачевным состоянием книгоиздательской индустрии. На конкурс для начинающих отправляется рукопись, написанная от руки. Поскольку на конкурс принимаются работы только через Интернет, рукопись хотят выбросить, но она попадает на глаза редактору по имени Ханаи. Рукопись подписана именем «Хибики Акуй», но без контактного адреса. Тем временем эксцентричная девочка по имени Хибики поступает в старшую школу и решает вступить в школьный литературный кружок.

## Медиа

### Манга
Hibiki: Shosetsuka ni Naru Hoho, написанная и проиллюстрированная Мицухару Янамото, публиковалась в журнале Big Comic Superior с 22 августа 2014 года по 11 октября 2019 года. Главы были собраны в 13 танкобонов, выпущенных с 27 февраля 2015 года по 29 ноября 2019 года.
К октябрю 2019 года тираж манги превысил 2,3 миллиона экземпляров.

#### Список томов
| №  | Дата выпуска в Японии | ISBN в Японии     |
| -- | --------------------- | ----------------- |
| 1  | 27 февраля 2015 года  | 978-4-09-186769-8 |
| 2  | 30 июля 2015 года     | 978-4-09-187148-0 |
| 3  | 28 декабря 2015 года  | 978-4-09-187368-2 |
| 4  | 30 июня 2016 года     | 978-4-09-187646-1 |
| 5  | 30 ноября 2016 года   | 978-4-09-189244-7 |
| 6  | 12 апреля 2017 года   | 978-4-09-189490-8 |
| 7  | 10 августа 2017 года  | 978-4-09-189620-9 |
| 8  | 27 декабря 2017 года  | 978-4-09-189707-7 |
| 9  | 27 апреля 2018 года   | 978-4-09-189864-7 |
| 10 | 30 августа 2018 года  | 978-4-09-860067-0 |
| 11 | 30 января 2019 года   | 978-4-09-860209-4 |
| 12 | 28 июня 2019 года     | 978-4-09-860323-7 |
| 13 | 29 ноября 2019 года   | 978-4-09-860448-7 |

### Игровой фильм
14 сентября 2018 года в прокат вышел игровой фильм с Юриной Хиратэ в главной роли.

## Награды
В 2016 году Hibiki: Shosetsuka ni Naru Hoho заняла 12-е место в справочнике «Kono Manga ga Sugoi!» в категории «Манга для мужчин». В 2017 году манга заняла 1-е место премии «Манга тайсё». В 2019 году произведение выиграло премию манги Shogakukan в общей категории.

## Внешние ссылки
- Официальный сайт манги на сайте Big Comic Bros (яп.). Дата обращения: 29 августа 2024.
- Профиль манги на сайте Anime News Network (англ.). Дата обращения: 29 августа 2024.